# Reformkatholizismus
Unter Reformkatholizismus versteht man verschiedene Strömungen des Katholizismus, die die römisch-katholische Kirche reformieren wollten, jedoch immer in Abgrenzung zu reformatorischen und revolutionären Bestrebungen. Im Mittelpunkt stand jeweils die Herausführung des Katholizismus aus einem kulturellen Ghetto, sei es infolge eines Kulturkampfes zwischen Kirche und Staat oder infolge einer Kirchenspaltung. Dies impliziert starke ökumenische Tendenzen, birgt aber auch die Gefahr einer Manipulation durch politische Gruppierungen und Bewegungen.
Im Speziellen versteht man darunter in der katholischen Theologie die reformkatholische Bewegung um Herman Schell, Franz Xaver Kraus, Albert Ehrhard und Josef Müller (1855–1942). Diese Strömung wurde im Zeitalter des Antimodernismus in der römisch-katholischen Kirche von Vertretern eines integralistischen Katholizismus als modernistisch ausgegrenzt, einzelne Werke von Herman Schell kamen auf den Index Librorum Prohibitorum. Erst im Umfeld des II. Vatikanischen Konzils wurde das Werk dieser Autoren und ihrer Nachfolger (unter anderem Wilhelm Koch, Joseph Wittig, Philipp Funk, Joseph Bernhart) weitgehend rehabilitiert. 
Als reformkatholische Zeitschrift galt zunächst die von Carl Muth herausgegebene Zeitschrift Hochland, insbesondere jedoch seit 1901 die Zeitschrift Renaissance, herausgegeben von Josef Müller, sowie die Freien Deutschen Blätter: Wochenschrift für Politik, Wissenschaft und Kunst, in Augsburg seit 1901 herausgegeben von Johannes Bumüller, später von Franz Klasen, und schließlich von Philipp Funk. Von 1909 bis 1914 erschien die Zeitschrift unter dem Titel Das Neue Jahrhundert mit dem Untertitel Zeitschrift der deutschen Modernisten.
Der französische Reformkatholizismus wird durch die Zeitschriften Le Correspondant, Quinzaine, Demain sowie durch die Bewegung Le Sillon von Marc Sangnier repräsentiert.
In Italien gilt der Kreis um die 1907 begründete Zeitschrift Il Rinnovamento sowie die Zeitschriften La Cultura sociale und Rivista di Cultura als reformkatholisch. Inspirationen gingen dort von Bischof Geremia Bonomelli von Cremona und von Romolo Murri aus.